# Milreu

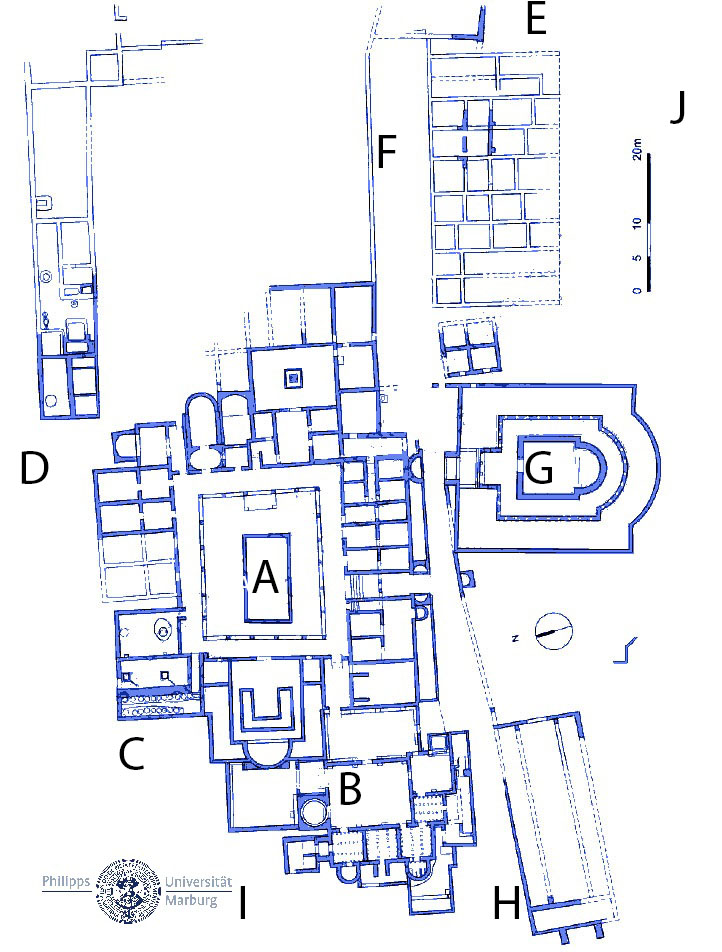
Milreu : Plan des unités A à J, actuellement visibles

Les ruines de la villa romaine de Milreu, dans la commune portugaise d'Estoi, représentent l'un des témoignages les plus importants de la culture romaine du début du Ier siècle en dehors du cœur de l'Italie et constituent donc un exemple représentatif d'un domaine rural qui s'est développé et a prospéré pendant l'Empire romain, la villa rustica en Hispanie.
Avec une longue histoire de recherche, Milreu n'est pas seulement le centre d'investigations archéologiques, mais constitue également une destination d'excursion intéressante.

## Position
Situé dans la province d'Algarve, au sud du Portugal, le complexe se trouve à environ 7 à 9 km au nord de la ville portuaire de Faro, l'ancienne Ossonoba romaine. Des rapports d'auteurs anciens tels que Strabon et Pline l'Ancien décrivent Ossonoba comme l'une des villes portuaires les plus importantes de la région. Au pied de la chaîne de montagnes côtières, Milreu se trouve à proximité de la ville d'Estoi. Le paysage est caractérisé par des vergers, des orangeraies et des jardins fertiles, alimentés par des sources montagneuses. Favorisée par un climat particulièrement doux, cette région offre une base idéale pour l'agriculture, qui perdure jusqu'à nos jours.

## Historique de la recherche

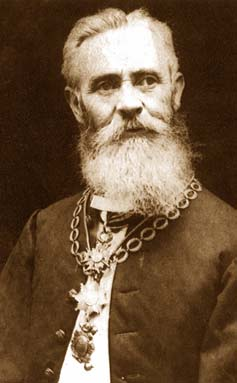
Estácio da Veiga

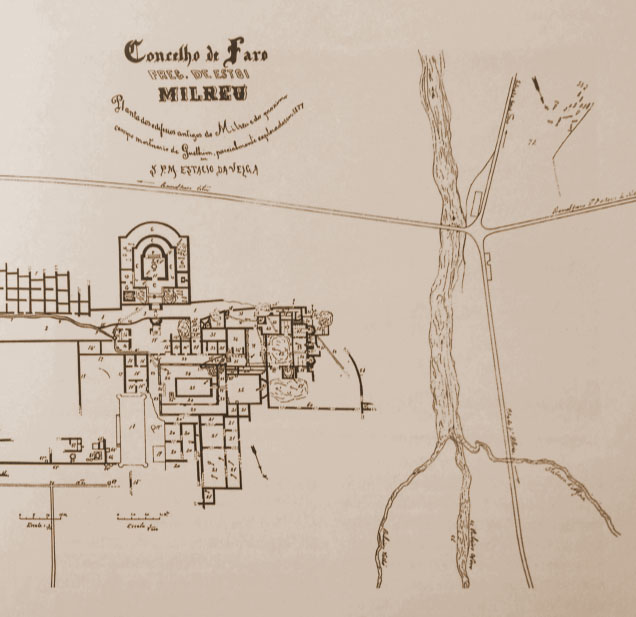
Plan de Milreu (1877)

En 1770, André de Resende soupçonnait Milreu d'être l'Ossonoba romaine, sur la base de colonnes de marbre de l'époque romaine. La base de ce malentendu était un rapport du géographe arabe du XVIe siècle Al-Rassis. Al-Rassis y a manifestement décrit les ruines d'Ossonoba. Resende croyait avoir ces mêmes ruines devant lui lorsqu'il a rencontré les restes de Milreu. Cette erreur a persisté jusqu'au 19e siècle.
Les premières fouilles archéologiques ont eu lieu en 1877, sous la direction de Sebastião Phillipes Martins Estácio da Veiga. Pensant qu'il s'agissait d'Ossonoba, Estácio da Veiga a lancé les fouilles les plus complètes du complexe à ce jour. Toutes les unités structurelles connues aujourd'hui de la villa, à l'exception du bâtiment de stockage H, ont été déterrées à l'époque et consignées sur un plan de situation, qui est resté longtemps la seule source d'information. Une fois la campagne de fouilles terminée, de grandes parties de la villa découverte ont été à nouveau comblées. Les terrassements ultérieurs à usage agricole ont détruit certaines zones de l'ancienne villa. Le résultat fut une concentration sur les unités structurelles restées visibles, comme l'habitation A, les bains B et le temple G. En 1897, les travaux archéologiques sur le terrain à Milreu reprennent sous la direction de Joaquim Maria Pereira Botto. Cette fois, Botto s'est concentré sur les bains B ainsi que sur le temple G et ses extensions. Les résultats des investigations, présentés en 1889, comprenaient également un plan de construction, moins détaillé que celui d'Estácio da Veiga. En 1932, la zone a été classée Monumento Nacional.  Quatre décennies après l'achèvement des fouilles de Botto, les travaux du site reprennent en 1941 sous la direction de Mário Lyster Franco. Il fallait alors nettoyer et préserver les ruines. Cela a été fait à l'initiative de l'autorité de protection des monuments de l'époque, la Direcção-Geral dos Edifícios e Monumentos Nacionais (DGEMN).
Au cours de la même décennie, l’erreur entourant la fausse identification d’Ossonoba avec Milreu fut finalement corrigée. En 1940, Abel Viana, inspecteur scolaire et érudit privé, découvre les restes d'un forum romain dans le quartier de la cathédrale de la vieille ville de Faro. Il y avait également une référence au prétendu manque d'accès à la mer d'Ossonoba. Par conséquent, selon Viana, Milreu devait être une localité rurale située dans l’arrière-pays de la ville portuaire d’Ossonoba. Il a ensuite été fouillé par l'Institut archéologique allemand (DAI) jusqu'au milieu des années 1990. Des bâtiments du IIIe siècle ont été découverts. Dans ce contexte, de nouvelles fouilles systématiques et des restaurations des vestiges de la mosaïque débutèrent en 1971. En 1997, un projet commun y a été dédié, grâce à la Fondation Fritz Thyssen de Cologne, qui a fourni les fonds, et l'Université Goethe de Francfort sous la direction de Felix Teichner, en étroite collaboration avec l'Instituto Português do Património Arquitectónico à Faro et les universités de Jena, Galway et Budapest.
Aujourd'hui, la zone est ouverte au public sous la forme d'un musée en plein air et informe les visiteurs sur la culture des Romains pendant la période impériale en Algarve, au Portugal.

## Histoire du bâtiment

### Histoire
Le site de Milreu ne nous était pas connu avant l'époque romaine. Des sites de peuplement préhistoriques et historiques peuvent être situés autour du complexe.
Le développement économique de l'Algarve remonte à la création des villes portuaires d'Ossonoba (Faro) et de Balsa (près de Tavira) par les Phéniciens. Les Romains poursuivent le développement de la province d'Hispania ulterior (puis de Lusitanie) grâce à l'export  du garum, du vin et de l'huile, provenant des latifundia de l'arrière-pays, y compris Milreu.

### Villa romaine

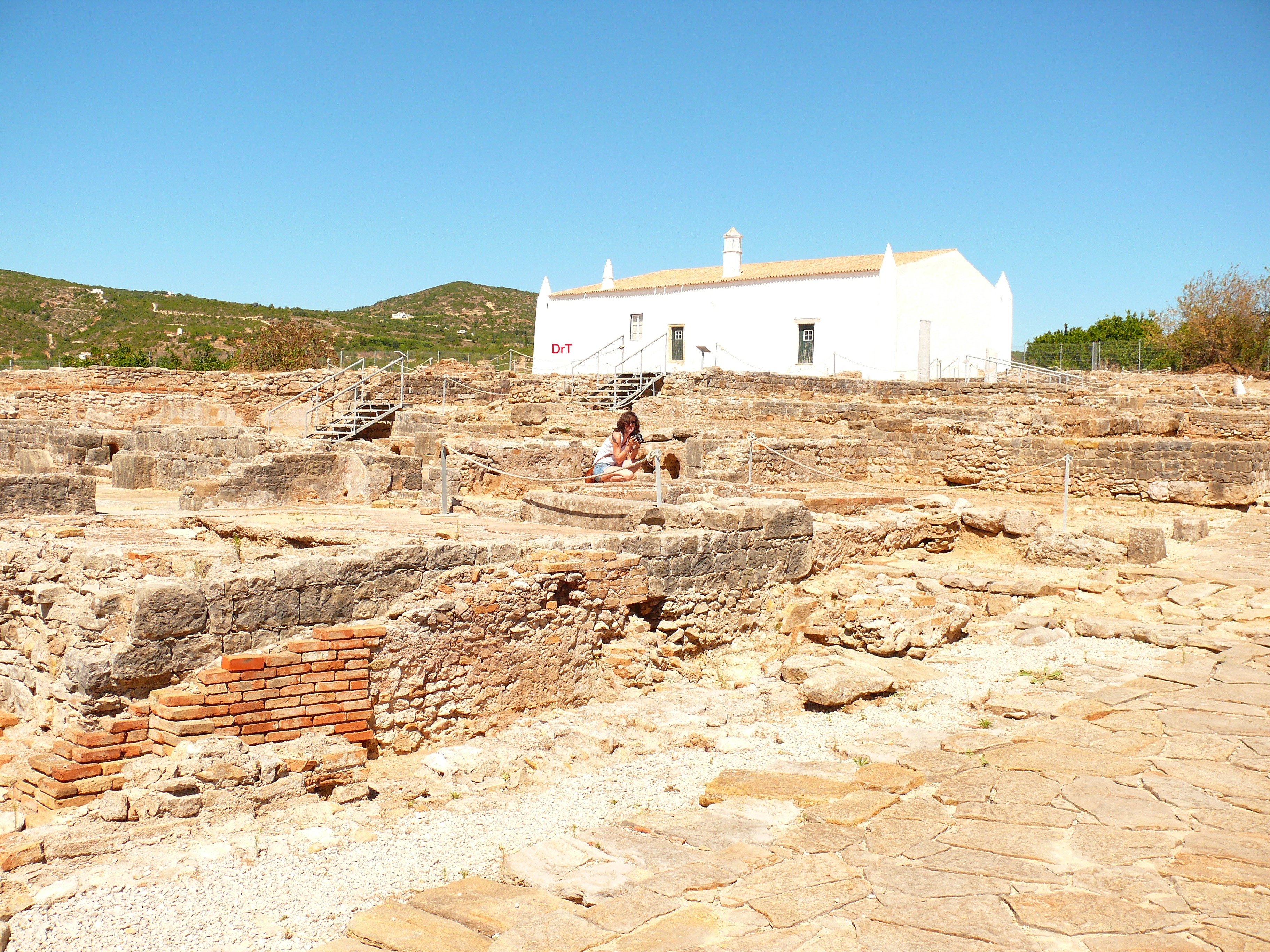
pars urbana de Milreu : vue du sud-ouest au nord-est. Arrière-plan : la ferme.

Une villa romaine comprenait la pars urbana, la partie résidentielle, et la pars rustica, la partie agricole et économique. Lucius Iunius Moderatus Columella, originaire de Bétique, introduisit également une troisième partie : la pars fructuaria. L'espace actuel, qui s'étend autour de la cour péristyle centrale, est un édifice du IIe siècle, lorsqu'un nouveau bâtiment avec un grand péristyle et un atrium fut construit sur l'ancienne villa. Cette villa a été construite jusqu'à la fin du IIIe siècle. La restructuration qui a suivi a principalement touché la pars rustica. Un logement pour les domestiques et un chai peuvent désormais être identifiés. En plus du pressoir et d'un immense moulin à huile avec cinq aires de battage, la ferme disposait également de trois caves pour le stockage de l'huile. Le péristyle renfermait un jardin avec bassin d'eau. Sur un côté étroit, les pièces privées avec pièces individuelles chauffées étaient regroupées autour d'un petit atrium doté d'une fontaine. Du côté opposé, une grande salle rectangulaire avec une abside servait de triclinium. A côté se trouvait un complexe balnéaire remarquable, le Balneum (B).

#### Pars urbana(A)

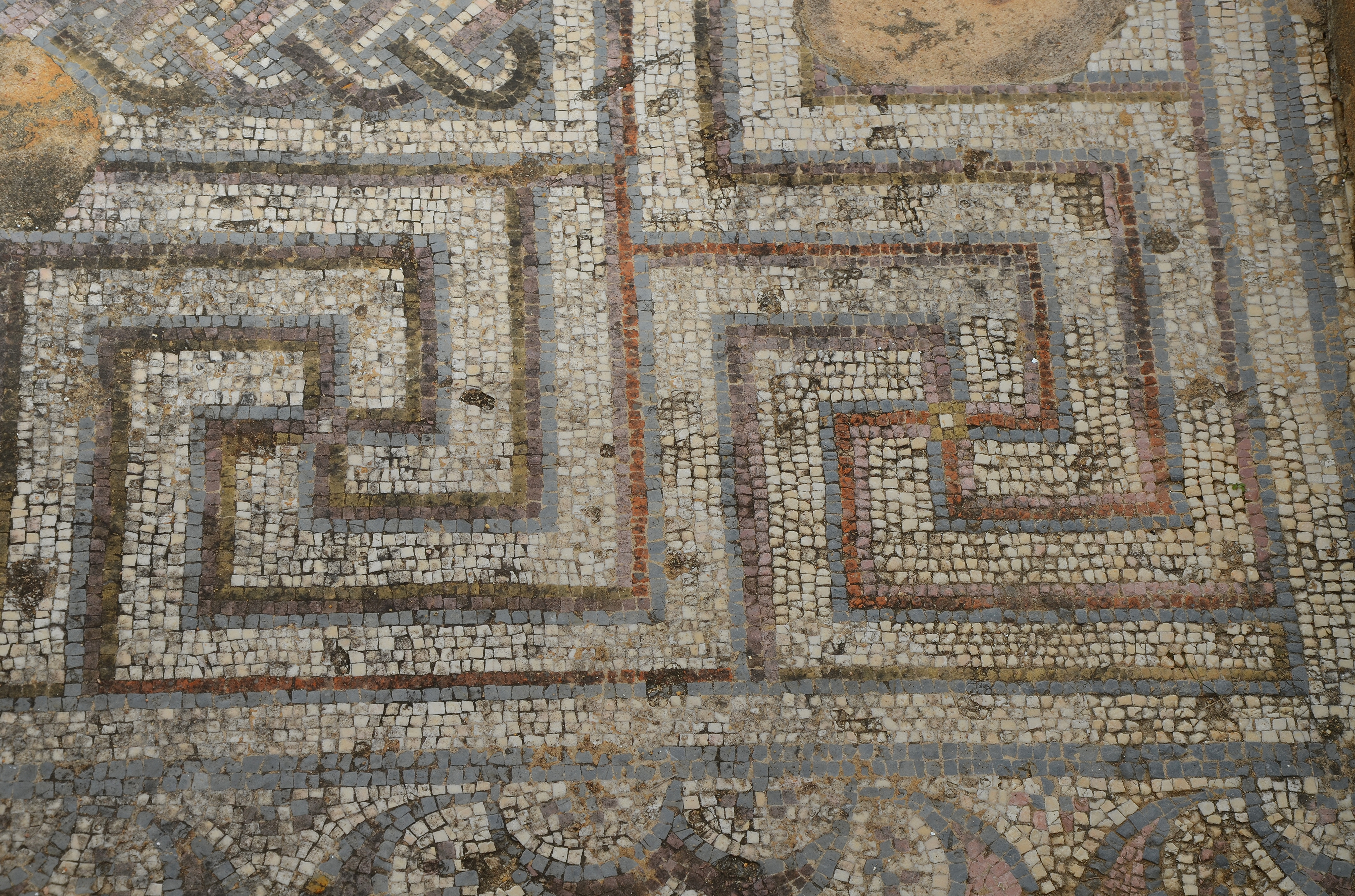
Mosaïque géométrique

La conception de l'espace de vie reflète certainement la richesse et l'image sociale du propriétaire respectif. En raison de l'éloignement rural, le constructeur n'était pas nécessairement soumis à des restrictions structurelles, c'est pourquoi pratiquement aucun type de construction modulaire n'a vu le jour, contrairement par exemple à une construction résidentielle urbaine. Néanmoins, certains éléments architecturaux peuvent être reconnus sous une forme ou une autre dans la pars urbana. Le magnifique hall d'entrée, le vestibule, dont les murs sont peints, le sol décoré de mosaïques et les bassins d'eau en face les uns des autres, qui étaient autrefois recouverts de demi-dômes, devaient impressionner le visiteur.
Depuis le péristyle, vous pourrez facilement rejoindre toutes les zones du complexe résidentiel. D'une dimension de 24,30 m par 28 m et une largeur de colonne de 3 m, il offrait un sol est décoré de mosaïques. La représentation va de simples motifs géométriques à des représentations de contenu maritime figuratif. Les pièces adjacentes étaient accessibles depuis le péristyle. Le portique ouvert avec vue à travers les rangées de colonnes permettait d'apercevoir la partie jardin et le grand bassin d'eau. À l'origine, il y avait 8 colonnes sur chaque côté long et 6 colonnes sur les côtés étroits. Ce type de bâtiment frappant avec un péristyle central se retrouve dans les sources écrites, comme Pline le Jeune au Ier siècle. Le triclinium, situé du côté ouest du péristyle, avait au total 11 m de long avec une antichambre et une pièce centrale carrée et l'abside ronde qui se termine à l'est et mesure 6 m de large. La riche décoration de mosaïques décoratives ne peut qu'être aperçue, car seuls quelques vestiges ont été retrouvés . Cependant, des petits murs en forme de U ont été conservés dans la partie arrière de la salle. Ce sont les clinae, des bancs pour se prélasser et manger.

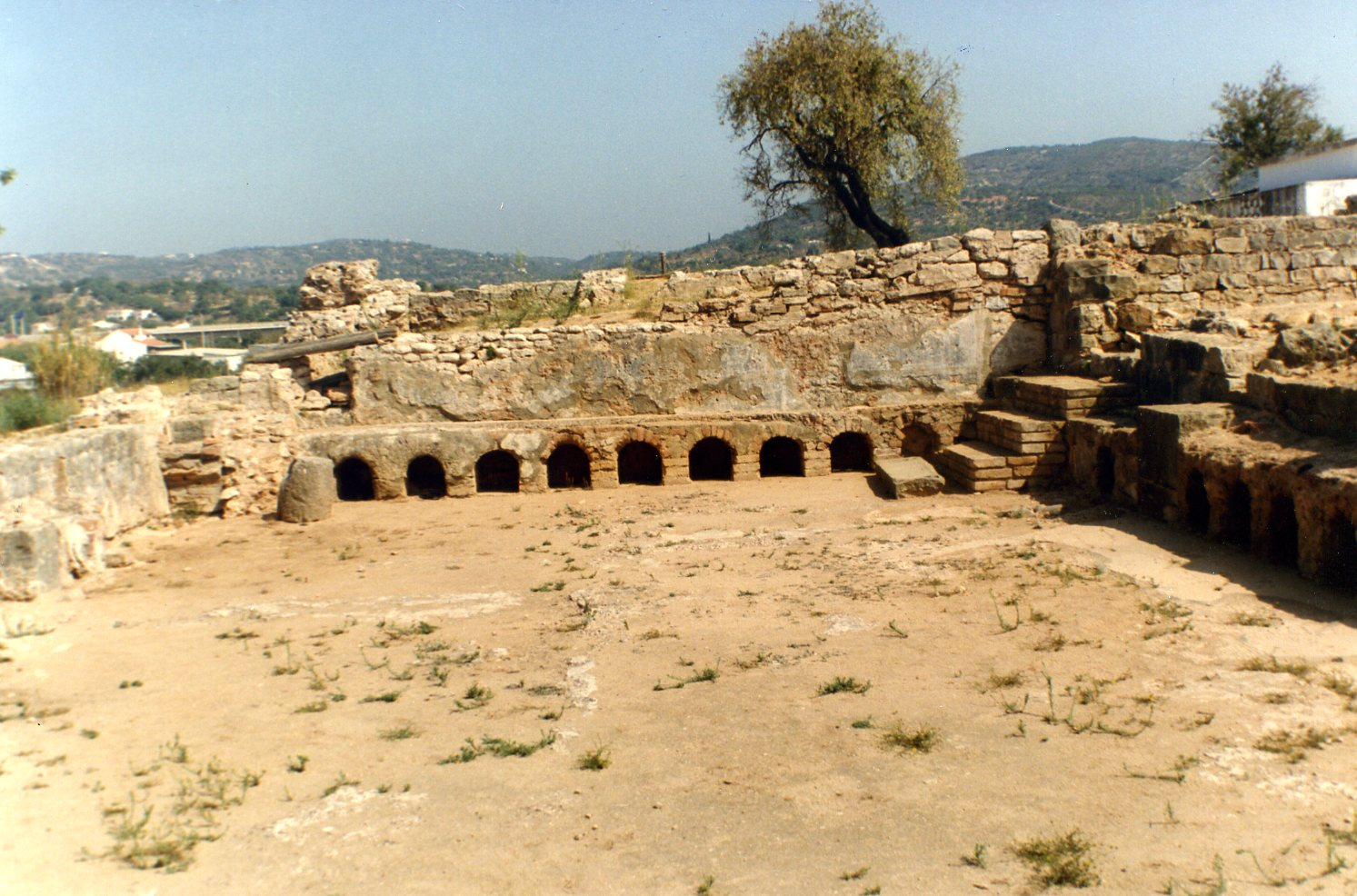
Apodyterium : Vestiaire avec niches murales pour ranger les vêtements

En plus de la nourriture et des boissons, il était d'usage d'inviter les invités à prendre un bain dans les thermes (B). On y accédait par le vestibule. En plus de la zone de baignade, il y a aussi un vestiaire, l'Apodyterium, qui est inhabituellement grand pour une villa. L'équipement comprenait de petites niches dans lesquelles il y avait de l'espace pour enlever et ranger les vêtements, ainsi que pour fournir des onguents et des huiles pour les soins de la peau. Le complexe de Milreu remonte au IIIe siècle. . Afin d'approvisionner le complexe immobilier en eau, des sources du flanc de la colline ont été canalisées.

#### Pars rustica
Dès la première phase de colonisation, la pars urbana et la pars rustica se distinguaient clairement l'une de l'autre. Grâce à la région riche en eau, de grands vignobles et oliveraies ont pu être construits. Après que l'installation ait déjà été exploitée à l'époque augustéenne, le pressoir à vin et le pressoir à huile ont été construits au Ier siècle. Le bénéfice ainsi généré a été consacré à la rénovation du bâtiment résidentiel. Certaines parties des bâtiments commerciaux ont également été rénovées et agrandies. Ceux-ci comprennent des salles de stockage, des rampes d'accès et une cour de ferme entière comprenant des logements résidentiels au sud-est du complexe. Pendant la période de la Tétrarchie, le complexe résidentiel a été agrandi vers le nord et pour cette raison, la cave a été déplacée vers l'est. Un entrepôt à trois nefs a également été construit à l'ouest. Les premières réductions de la période Valentien-Théodoric eurent lieu dans la zone du moulin à huile et de la cour sud-est. Néanmoins, l'installation est restée en activité même après l'époque romaine.

##### Moulin à huile (C)

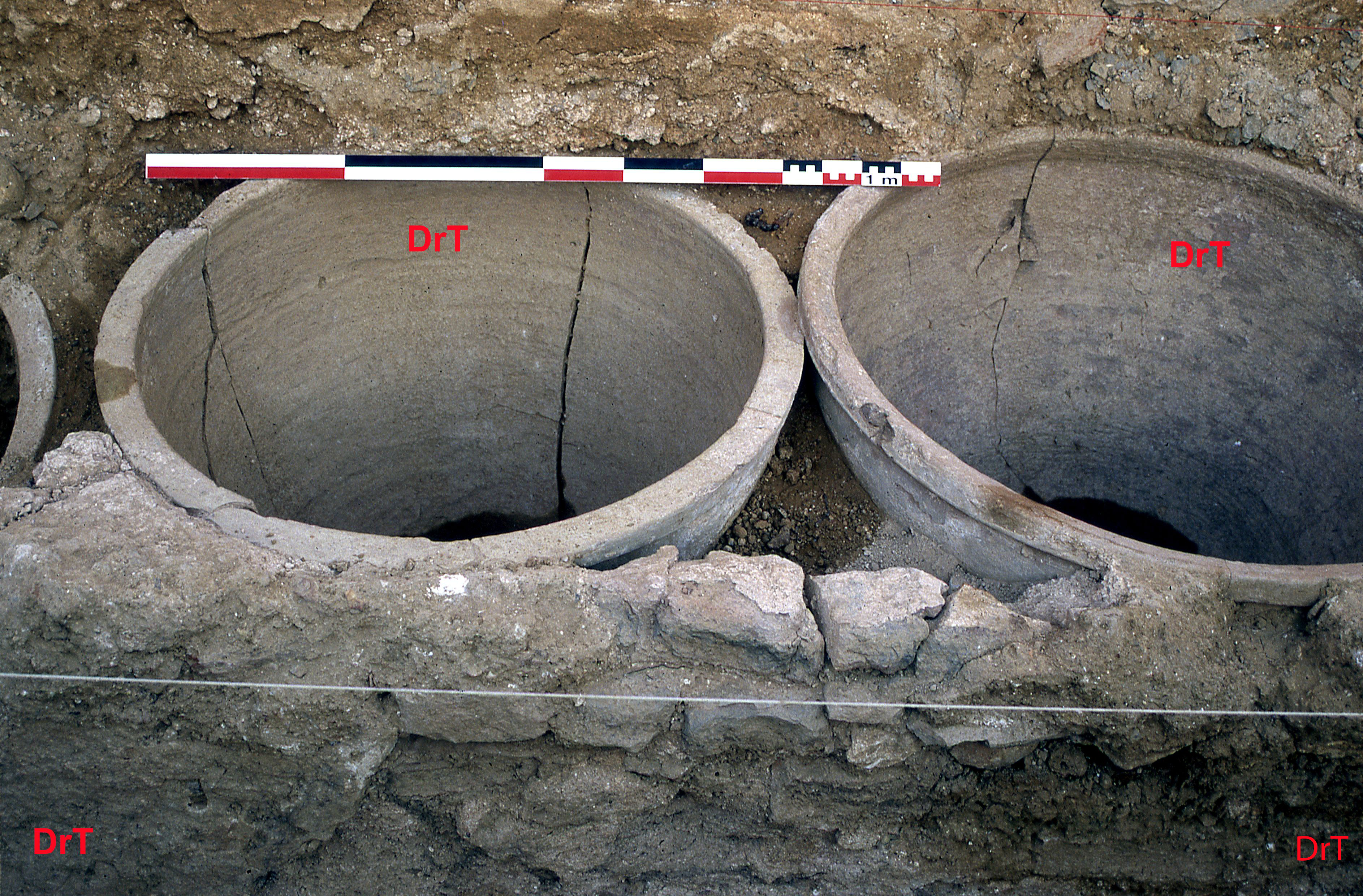
Dolia pour le stockage de l'huile d'olive du moulin à huile de Milreu lors de la fouille de 1998

Le pressoir à huile situé au nord du complexe est unique en Lusitanie romaine par sa taille et son intégralité. Constituée à l'origine de cinq unités de pressurage, de deux caves et d'une usine d'embouteillage, la villa a vu le jour dans la seconde moitié du Ier siècle apr. J.-C. avec le pressage de l'huile d'olive. Au cours du processus, le liquide était acheminé du pressoir jusqu'aux chais via un système de canalisations en plomb et en terre cuite, puis conditionné et transporté via une cour attenante à l'ouest.
Les premiers travaux de rénovation à la fin du IIe siècle apporta quelques expansions qui améliorèrent le cours général des opérations ; entre autres, un moulin à olives qui remplaçait l'usine d'embouteillage entre la cour ouest et les pressoirs à huile. Avec l'agrandissement de la cour péristyle attenante au sud à la fin du IIIe siècle. Au tournant du siècle, la zone d'entrée a dû être réaménagée. À l'époque de l'apogée de l'usine, cinq aires de battage à presse travaillaient côte à côte et produisaient de l'huile, qui était stockée dans trois grandes caves de stockage dans ce qu'on appelle le dolia.
Au milieu du Ve siècle, la taille du moulin fut à nouveau réduite. Après un incident, les caves de mise en bouteille et le moulin à olives ont été abandonnés. Les salles de presse et les caves ont été réduites de moitié. Durant la période wisigothique des VIe et VIIe siècles, la surface de production continue de diminuer jusqu'à ce que la dernière grange du pressoir soit finalement détruite par un incendie.

##### Cave à vin (D)
Tout comme le pressoir à huile, le pressoir à vin est l'un des bâtiments commerciaux incontournables du complexe. Il borde directement la partie nord-est de la Villa urbana. Les parties les plus anciennes ont été construites dans les trois premiers siècles de la période impériale, notamment un pressoir et un cellier. Après des travaux de rénovation pendant la Tétrarchie, l'ancienne cave a dû céder la place au bâtiment d'habitation. Le nouveau pressoir, décalé vers l'est et aligné sur l'aile économique parallèle sud-est, n'a été que partiellement examiné car il se situe en grande partie sous le domaine classé et une plantation d'orangers. Grâce à des découvertes isolées de céramiques, ce bâtiment pourrait remonter au plus tôt au IIe siècle. L'atelier de production est probablement resté en activité jusqu'à la fin de l'Antiquité. À l'époque post-antique, le pressoir s'est déplacé vers la partie nord de l'ancien complexe résidentiel, comme en témoigne un bassin de production dans l'angle sud-est de la pièce.

##### Immeuble d'habitation des ouvriers (F)
Une plantation d'orangers gênant l'exploration de l'ensemble à l'est, l'étendue de cette aile sud du bâtiment ne nous est connue qu'à travers les plans des fouilles du XIXe siècle. Seules quatre pièces presque carrées ont été fouillées, qui se combinent pour former une structure et sont alignées à l'est du temple. Certains d'entre eux sont recouverts de mosaïques au sol et peuvent donc être interprétés comme des espaces de vie. Le reste de l'aile, plus à l'est, est orienté différemment et n'est que partiellement enregistré par sondage. Cette partie du bâtiment est la plus ancienne. Dans une phase de construction antérieure, elle se trouvait plus à l'ouest, sous le temple ultérieur.
Avec l'aile nord parallèle au nouveau pressoir, ce bâtiment résidentiel entourait la grande cour de ferme du côté est du complexe.

##### Bâtiment commercial (H)
Au sud de la villa, seuls des vestiges de ce bâtiment ont été conservés. Grâce au projet de recherche du DAI à Francfort, une largeur de façade supérieure à 12 m a été déterminée. C'est une structure à trois nefs. Vous pouvez voir des parallèles avec un bâtiment commercial et un entrepôt à trois nefs sur le Cerro da Vila voisin. Au sud, les découvertes stratigraphiques indiquent que le versant était encore fortement incliné dans l'Antiquité.

#### Mausolées (E)
A l'est de la villa se trouvent deux mausolées. Les deux bâtiments funéraires ont un noyau en Opus caementicium et un pied d'escalier indépendant. Alors que le mausolée à l'ouest possède une chambre centrale avec des niches funéraires destinées à accueillir dix urnes, la tombe à l'est est probablement destinée aux sarcophages. Le columbarium occidental est daté du IIe siècle par des découvertes de céramiques. La construction orientale, datée grâce à une monnaie de Divus Claudius II, n'a été réalisée que dans la seconde moitié du IIIe siècle.

#### Temple (G)

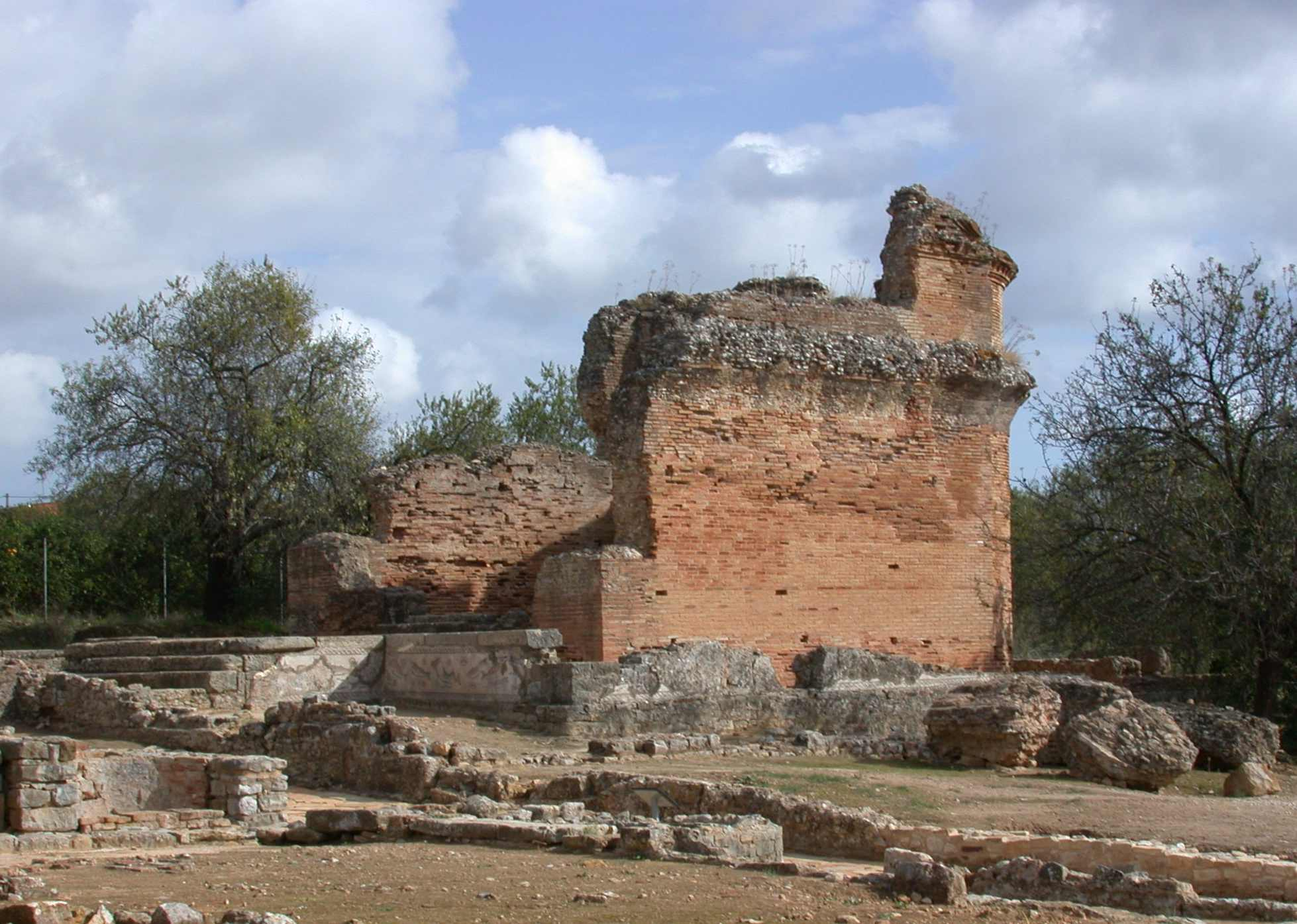
Auditorium : Vue du nord-ouest-sud-est

Le temple de l'eau initialement construit entre le IIe et la fin du IIIe siècle, fut utilisé à des fins agricoles au IIIe siècle et fit finalement l'objet d'une phase de reconstruction dans la première moitié du IVe siècle. L'est de la cour péristyle est aujourd'hui ornée de mosaïques maritimes et un bâtiment de culte richement décoré a été édifié de l'autre côté de la rue, qui a été conservé jusqu'au début de la voûte. Les découvertes post-romaines témoignent de l'utilisation continue du bâtiment comme église paléochrétienne aux VIe et VIIe siècles et plus tard comme lieu de sépulture islamique entre le 8ème et le début du 10ème siècle. La description qui suit fait essentiellement référence à la phase de construction post-constantinienne du début du IVe siècle.
Un portail menait à la cour intérieure, au centre de laquelle se trouve le bâtiment de culte élevé sur un podium avec le déambulatoire à colonnes. D'innombrables fragments de marbre et mosaïques de poissons polychromes témoignent de ses couleurs autrefois extraordinaires. Les fragments retrouvés ont permis de reconstituer la structure, conçue selon un schéma simple. La cella s'étend sur un plan carré avec une voûte d'arête. Dans la coupole voûtée se trouve une abside avec des mosaïques colorées. Le bâtiment présente toutes les caractéristiques du temple classique. Au XIXe siècle, un bassin d'eau hexagonal était encore visible au centre de la cella, indication d'un culte de l'eau (nymphée) qui était pratiqué ici. Le programme de construction est remarquable car à une époque où de nombreuses églises chrétiennes étaient construites dans la péninsule ibérique, un sanctuaire païen fut construit ici à grands frais par un grand propriétaire foncier.

### Utilisation post-romaine
Au Ve siècle, la croissance jusqu'alors constante de la villa stagne et le complexe commence progressivement à décliner. Durant la période des royaumes wisigoths, la superficie totale continue de diminuer malgré quelques rénovations. L'ancienne pars urbana a été nouvellement divisée en zones résidentielles indépendantes, qui étaient désormais alignées avec le temple, qui servait désormais d'église chrétienne, complété par une piscine baptismale. Un petit cimetière et un mausolée ont été aménagés dans l'ancien quartier de Temenos.
Grâce à sa situation naturelle favorable, le complexe est resté intact même après l'Antiquité et la faillite du dernier pressoir à huile au VIIIe siècle et a continué à être peuplé. En témoignent certains bâtiments utilisant la technologie des murs en pierre sèche, qui remontent au début de la période islamique des Omeyyades à un niveau nettement supérieur. L'accent a été mis sur une construction solide en forme de tour dans l'ancienne cour péristyle. Le bassin d'un pressoir à vin ou à huile aménagé dans l'ancienne aile nord-est du bâtiment d'habitation poursuit l'activité agricole. L'ancien temple a également continué à être utilisé à des fins religieuses. Comme le prouvent les inscriptions islamiques, les habitants de cette époque ont adapté leur culture écrite et leur langue aux nouveaux maîtres, désormais islamiques, de la région. Cependant, les noms apparaissant dans les mêmes inscriptions sont toujours influencés par le grec. Ils sont écrits généralement pour les inscriptions funéraires de l'époque et étaient dédiés à la population romaine restante, un groupe appelé dans l'écriture « al-Hamami », qui fait référence aux bains chauds des Romains. Étant donné que tous les vestiges islamiques ont été perdus au début des fouilles, on ne peut plus dire si la fonction finale allait au-delà d'un lieu de sépulture islamique. L'activité de colonisation a pris fin avec l'effondrement de la voûte en berceau du bâtiment de culte au Xe siècle, dû à un violent tremblement de terre.

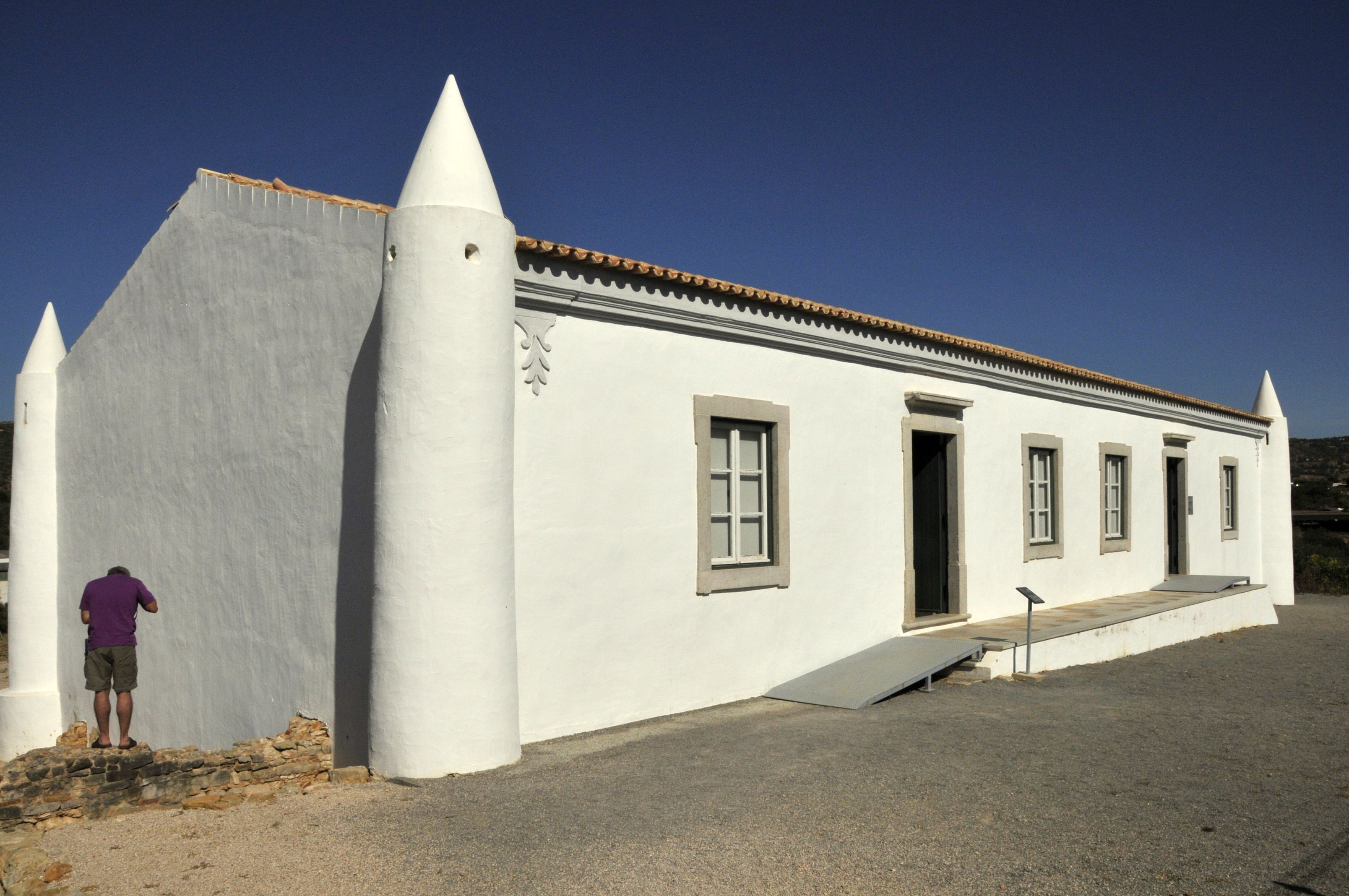
Ferme du 16ème siècle

#### Ferme
C'est seulement au XIIIe siècle, un siècle après la reconquête définitive de la péninsule ibérique par les royaumes chrétiens, que le lieu a été repeuplé. Au XVe siècle, l'activité s'intensifie à nouveau et une ferme fortifiée avec des tourelles à meurtrières est construit à l'angle nord-est de l'ancienne villa. C'est l'exemple le mieux conservé d'architecture de campagne fortifiée de l'Algarve. Il sert aujourd'hui de centre d'interprétation.

## Musée

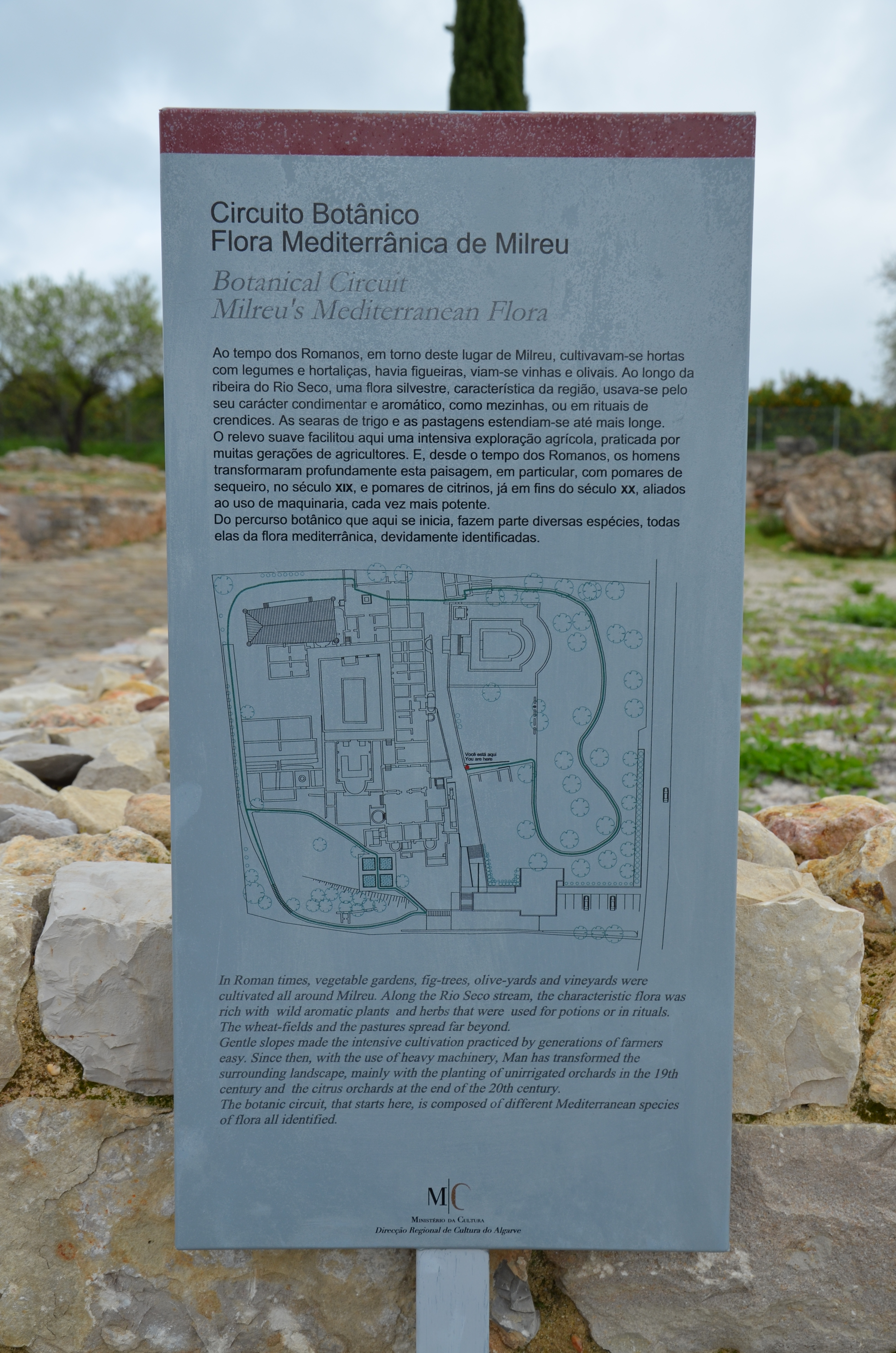
Plan d'ensemble : Musée en plein air de Milreu en version bilingue (portugais/anglais)

Aujourd'hui, le complexe est ouvert toute l'année aux visiteurs intéressés sous la forme d'un musée en plein air. Avec l'achèvement du centre d'accueil et d'information en 2001 et l'installation d'un guide de signalisation structuré bilingue en portugais et en anglais, la zone a été parfaitement développée en termes de didactique éducative et constitue donc une contribution importante à la fourniture de biens culturels généraux au public dans le cadre des principes muséaux.
Situé à l'extrémité ouest de la zone, il est facilement visible pour les visiteurs et sans obstacle. Conceptuellement, il s'adapte parfaitement au paysage naturel de la zone archéologique. Le centre se compose d'une salle d'exposition qui aborde explicitement la chronologie des unités de construction. On veut donner ainsi au visiteur une idée du mode de vie des Romains en Algarve. En plus des unités de construction qui peuvent être visitées, la collection archéologique comprend également des artefacts luxueux qui témoignent d'une culture vivante distinctive.

## Photos

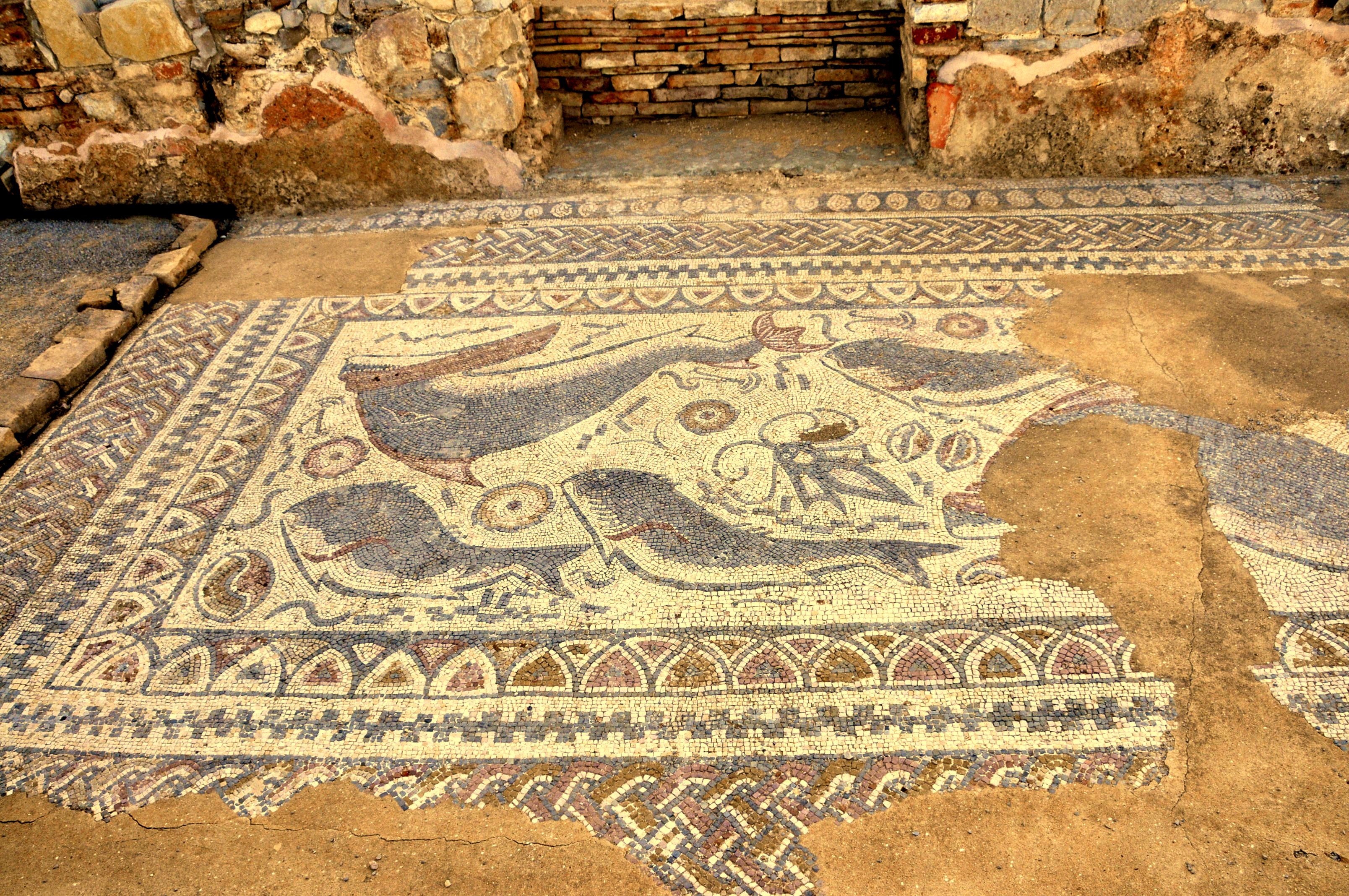
Mosaïque
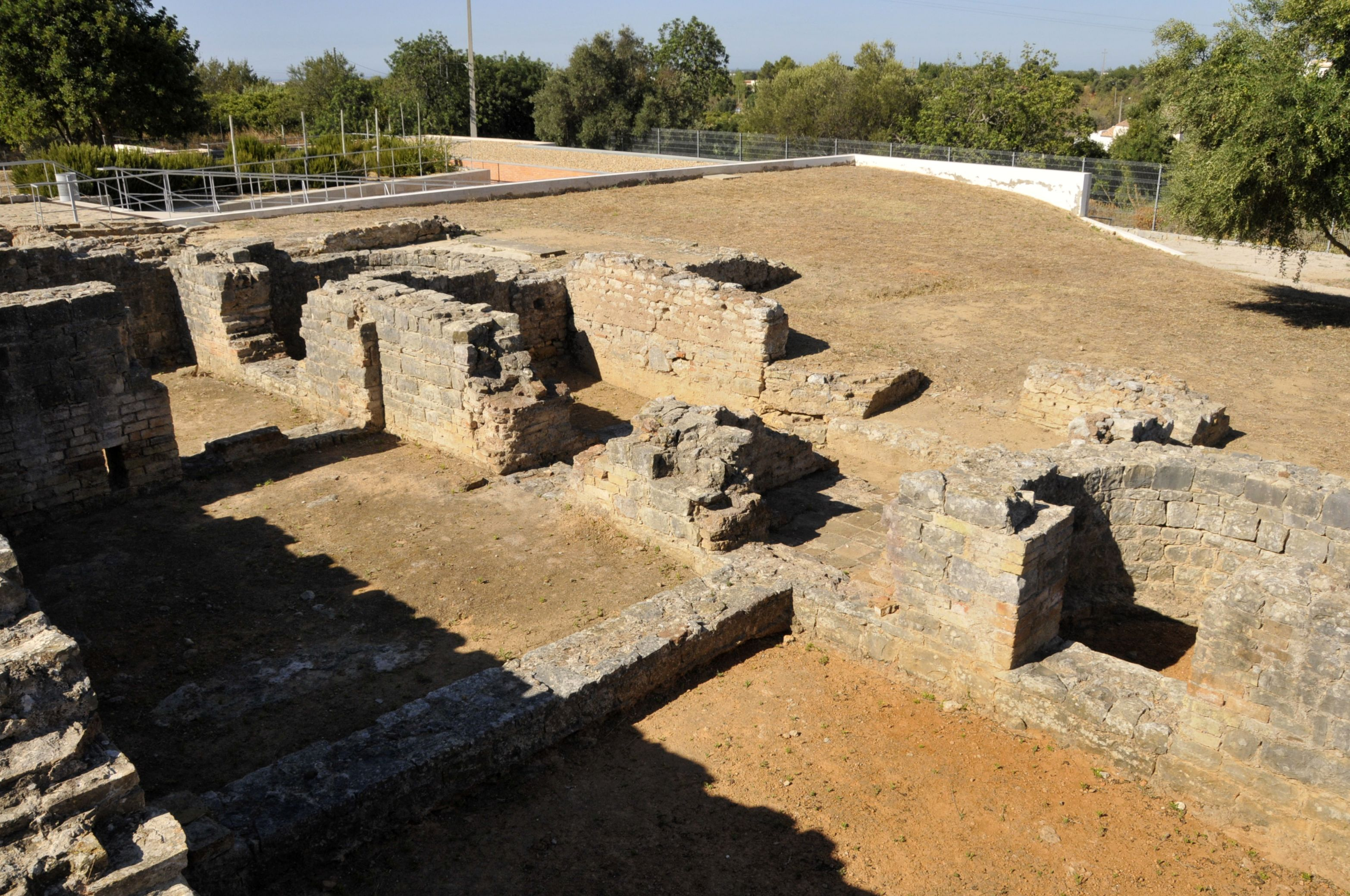
Vestiges exposés des murs de Milreu
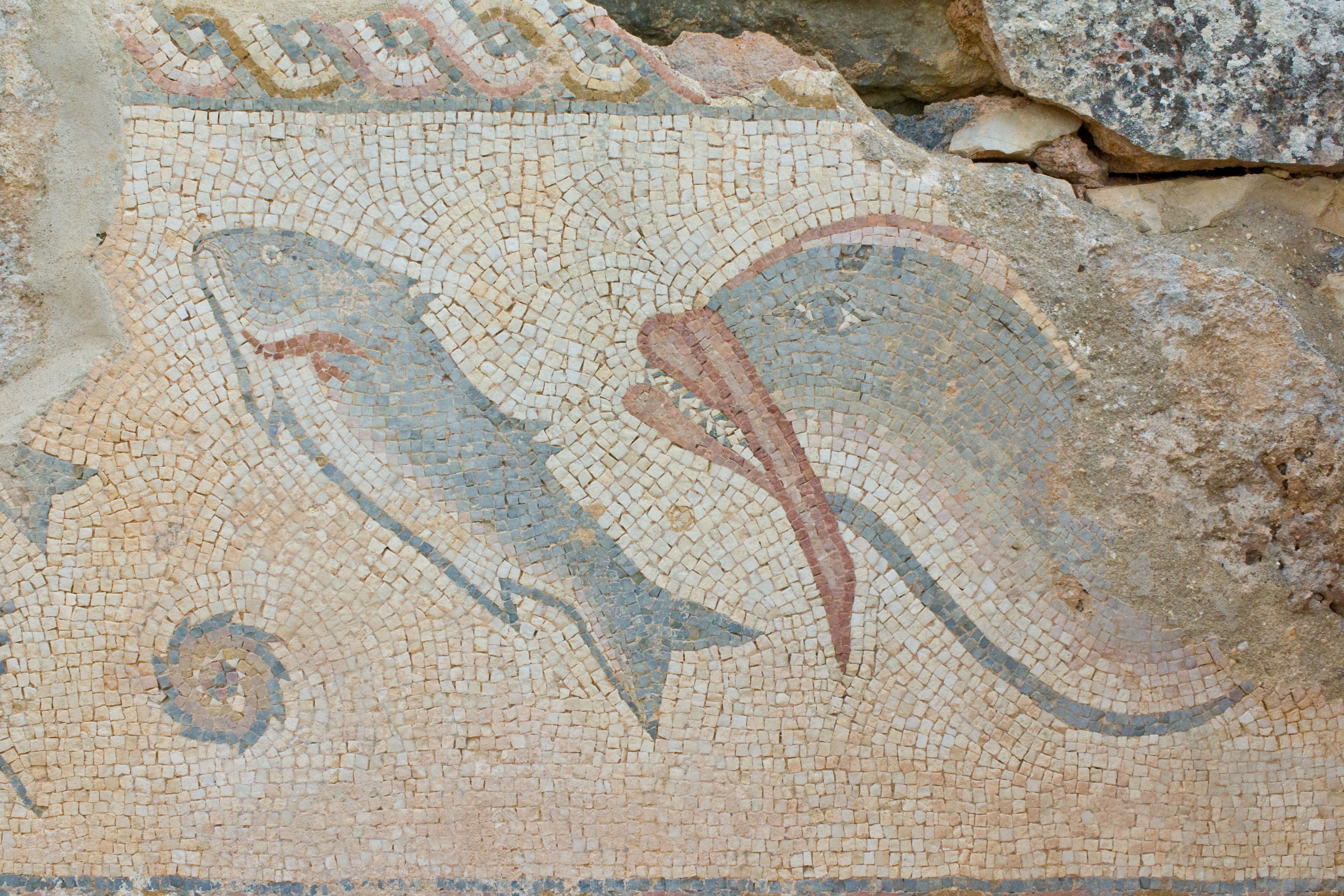
Détail du mur en mosaïque